# Edmund Stasiak
Edmund Stasiak (ur. 6 sierpnia 1960 we Wrocławiu) – polski gitarzysta rockowy.
W 1981 przez krótki czas grał w zespole Easy Rider, a następnie w latach 1982–1988 występował w zespole Lady Pank, z którym nagrał pięć albumów. Następnie był gitarzystą grupy Papa Dance.
Po powrocie z USA, gdzie przebywał z Lady Pank, w 1989 założył zespół Emigranci, z którym w 1992 wydał płytę pt. Rosja i Ameryka, a w 1995 – Mówię do ciebie. W 1998 Emigranci zawiesili działalność. Zespół reaktywował się w 2003 z nowym wokalistą Rafałem Brzozowskim. W 2006 wydał płytę ...I inne utwory.

## Dyskografia
Albumy
- Lady Pank – Lady Pank (1983)[10]
- Lady Pank – Ohyda (1984)[11]
- Lady Pank – Live (1984)[12]
- Lady Pank – Drop Everything (1985)[13]
- Lady Pank – LP3 (1986)[14]
- Lady Pank – Tacy sami (1988)[15]
- Papa Dance – The Best Of Papa Dance (1990)[16]
- Majka Jeżowska – Majkowe Studio Nagrań (1991)[17]
- Emigranci – Rosja i Ameryka (1992)[18]
- Piersi – Piersi (1992)[19]
- Hojda – Rock It (1992)[20]
- Emigranci – Mówię do Ciebie (1995)[21]
- Emigranci – ...i inne utwory (2006)[22]
- Ramona Rey – Ramona Rey (2006)[23]

Inne
- Wszystkie Marki Świata – Markowe Lato (1997)[24]
- Wyłącz 220 V – Akustyczne Przeboje Polskiego Rocka Vol. 2 (1994)[25]
- Stachursky – Wspaniałe Polskie Przeboje – kompozytor "Na falochronie" (2008)[26]
- Kukiz – Siła i Honor – kompozytor utworu "Koniec końców" (2012)[27]

Single
- Różni artyści – Stanie się cud (1987)[28]
- Emigranci – Na falochronie (1990)[29]
- Emigranci – Mówię Do Ciebie (1995)[30]
- Emigranci – Jednonocna miłość (1995)[31]
- Sputnik – Deszcze Niespokojne (2002)[32]
- Arek Braxton & Moka feat. Emigrant – Na Falochronie 2k24 (2024)[33]